# Palau Blaugrana
Le Palau Blaugrana (en français, Palais bleu et grenat, couleurs du club) est une salle multisports, propriété du FC Barcelone, où se disputent les matches des sections de basket-ball, handball, Rink hockey et futsal.

## Présentation

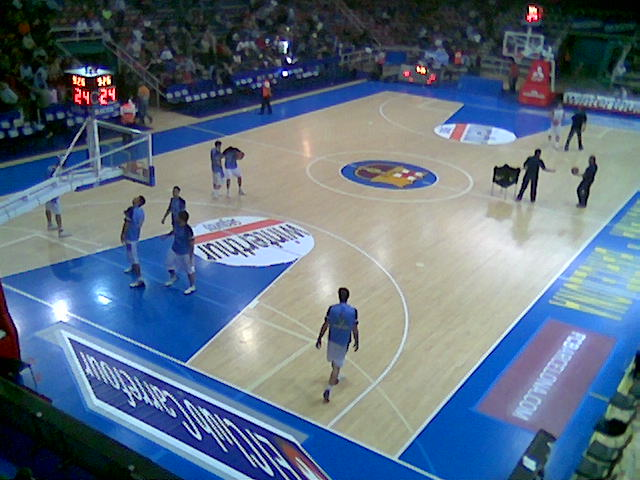
L'intérieur en configuration basket-ball

Il est situé sur l'avenue Avenida Arístides Maillol, à l'intérieur d'un complexe sportif réunissant autrefois le Mini Estadi, démoli en 2019, et le Camp Nou. À côté du Palau Blaugrana sont situés les bureaux du FC Barcelone, ainsi que la patinoire (Palau de Gel).
Inauguré le 23 octobre 1971, il pouvait contenir 5 696 personnes. À la faveur d'une restructuration en 1994, le Palau peut désormais accueillir 8 250 spectateurs. Il a servi de cadre aux épreuves de rink hockey, de taekwondo et de judo aux Jeux olympiques d'été de 1992.